# Rio Lajeado Grande
O rio Lajeado Grande é um é um curso de água do estado do Rio Grande do Sul, Brasil.Faz a divisa dos municípios de Novo Barreiro e Palmeira das Missões, na região do Alto Uruguai.
Tem a nascente no município de Palmeira das Missões, e segue até desaguar no rio da Várzea. Corta rodovias, entre elas a rodovia RS 569, que liga Sarandi a Palmeira das Missões. Cruza essas cidades, vários distritos, entre eles o distrito de Santa Terezinha, distrito de Palmeira das Missões.
É usado como meio de produção, como, moinhos d'água, irrigação, etc... Como por exemplo, o moinho do Waldemar, no interior do município de Novo Barreiro.[carece de fontes?]
Dependendo da quantidade, a chuva causa enchentes ao extremo, onde o rio sobe muitos metros acima do seu normal. Este rio não é navegável, possui quedas d'água, que são impróprias para navegação.[carece de fontes?]
Possui "poços" ou seja, profundidades muito grandes, maiores de 10 metros abaixo d'água.[carece de fontes?]